# منيرة بن عرفة
منيرة بن عرفة (24 مايو 1935 في باب السويقة في تونس العاصمة - 19 أغسطس 2021)، ممثلة وإذاعية تونسيّة.
تُعدُّ أحد مؤسسي فرقة التمثيل للإذاعة التونسية، وشاركت في عدة أعمال تونسية منها «أمي تراكي».

## أعمالها

### مسلسلات تلفزيونية
- شرع الحب
- ريح المسك الجزء الأول والجزء الثاني
- عشقة وحكايات
- باب الخوخة
- الخطاب على الباب
- أمواج
- غادة
- الحاج كلوف
- أمي تراكي
- زوبعة في فنجان
- جدتي العزيزة
- عيون المها
- مالك ابن أنس إمام دار الهجرة
- من الضد للضد

### مسلسلات إذاعية
- رحمانة
- الطاهر الحداد
- الحاج كلوف
- اختبر ذكاءك
- شناب

### مسرحيات
- أنتيغون
- الصغيران

### أعمال أخرى
- الشباك (سهرة تلفزيونية)
- الشجرة والملح (سهرة تلفزيونية)
- رسائل من سجنان (فيلم)

## وفاتها
توفيت يوم الخميس 19 أغسطس 2021 ميلاديًّا، الموافق 11 محرم 1443 هجريًّا، عن عمر ناهز 86 عامًا بعد معاناة مع المرض.

## روابط خارجية
- منيرة بن عرفة على موقع قاعدة بيانات الأفلام العربية